# Municipio de Melville (Minnesota)
El municipio de Melville (en inglés: Melville Township) es un municipio ubicado en el condado de Renville en el estado estadounidense de Minnesota. En el año 2010 tenía una población de 225 habitantes y una densidad poblacional de 2,39 personas por km².

## Geografía
El municipio de Melville se encuentra ubicado en las coordenadas 44°45′39″N 94°48′48″O / 44.76083, -94.81333. Según la Oficina del Censo de los Estados Unidos, el municipio tiene una superficie total de 94.2 km², de la cual 94,2 km² corresponden a tierra firme y (0 %) 0 km² es agua.

## Demografía
Según el censo de 2010, había 225 personas residiendo en el municipio de Melville. La densidad de población era de 2,39 hab./km². De los 225 habitantes, el municipio de Melville estaba compuesto por el 94,67 % blancos, el 1,33 % eran amerindios, el 3,11 % eran de otras razas y el 0,89 % eran de una mezcla de razas. Del total de la población el 6,22 % eran hispanos o latinos de cualquier raza.